# Tofte
Tofte is een plaats in de Noorse gemeente Asker, provincie Akershus. Tofte telt 3071 inwoners (2014) en heeft een oppervlakte van 3 km². De plaats ligt aan de Oslofjord.

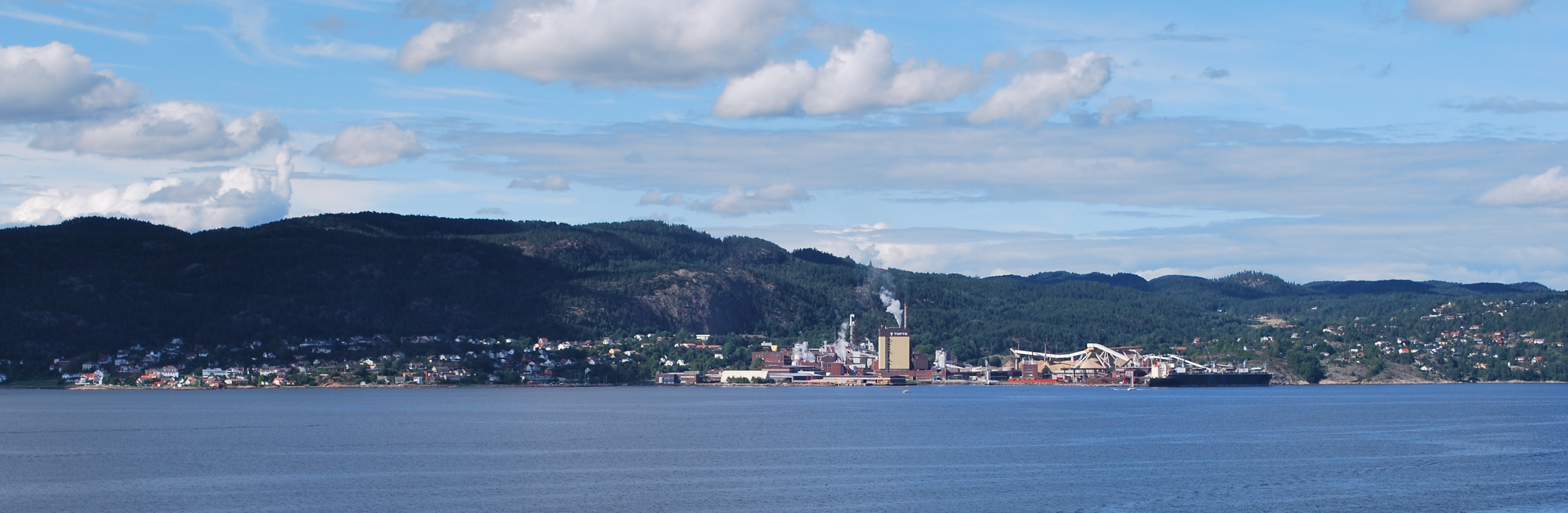
Tofte, gezien vanaf de Oslofjord (2008)